# Lindsaea linearis
Lindsaea linearis là một loài dương xỉ trong họ Lindsaeaceae. Loài này được Sw. mô tả khoa học đầu tiên..
Danh pháp khoa học của loài này chưa được làm sáng tỏ. 